# Železniční trať Mombasa–Nairobi
Železniční trať Mombasa – Nairobi je železnice normálního rozchodu v Keni, která spojuje přístav Mombasa u Indického oceánu s Nairobi, hlavním městem a největším městem země. Tato trať vede paralelně s úzkorozchodnou Ugandskou drahou, která byla dokončena v roce 1901 pod britskou koloniální vládou.  
Trať byla postavena v letech 2014 až 2017 nákladem 3,6 miliardy amerických dolarů, což je nejdražší projekt v Keni od nezávislosti. Hlavním dodavatelem byla společnost China Road and Bridge Corporation (CRBC) a provozování trati po dobu prvních 5 let má zasmluvněno její mateřská společnost China Communications Construction Company (CCCC).

## Trasa

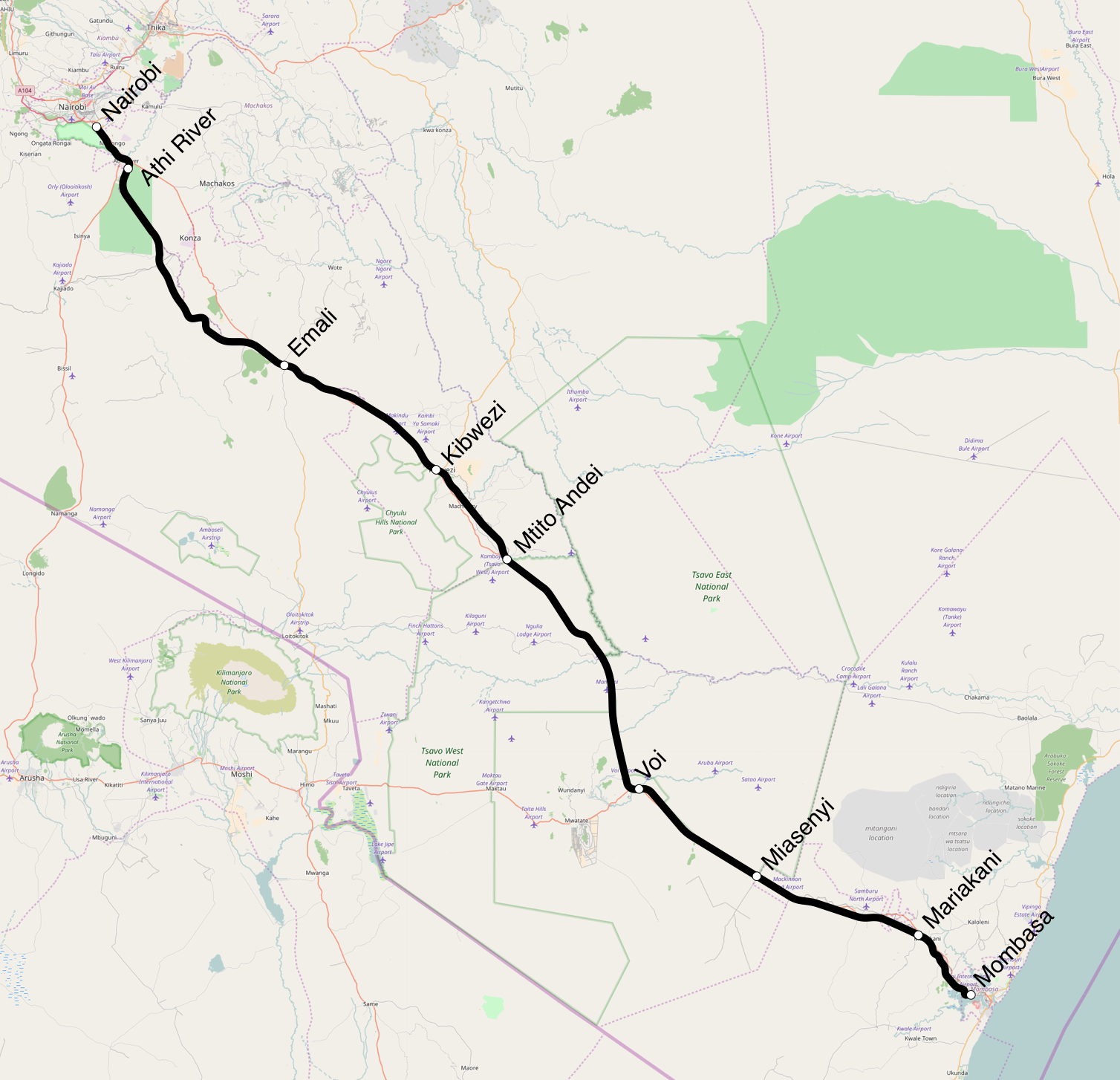
Mapa železniční trati Mombasa-Nairobi

Trať Mombasa – Nairobi vede obecně souběžně s úzkokolejnou Ugandskou drahou, která byla postavena během britské koloniální nadvlády. Nová trať je však přímější a vyhovuje tak pro vyšší rychlosti. Kvůli členitému a kopcovitému terénu byly její velké části postaveny na viaduktech a náspech a v zářezech. 
Například původní Ugandská dráha řešila kopcovitý terén poblíž městské čtvrti Mazeras pomocí smyčky. Naproti tomu nová trať prochází touto oblastí přes most Mazeras 2, který je vysoký 43,5 m a také nejvyšší na trase. Poblíž Nairobi překračuje trať řeku Athi 2,6kilometrovým mostem, který byl v době svého dokončení šestým nejdelším v Africe. Na nové trati je celkem 98 mostů.
Dalším smyslem viaduktů a náspů je ochrana životního prostředí. Trať prochází dopravním koridorem mezi východní a západní částí národního parku Tsavo, kudy vede také silnice Nairobi–Mombasa a stará Ugandská dráha. Na silnici i staré trati může dojít ke kolizi se zvěří, protože jsou v úrovni terénu. Navýšení nové trati pomocí viaduktů a náspů umožňuje bezpečný průchod volně žijících zvířat podchody pod ní.
Osobní vlaky spojují stanice Mombasa Terminus a Nairobi Terminus, ležící poblíž mezinárodního letiště Jomo Kenyatty.
Nákladová doprava je zajištěna mezi Port Reitz, západně od ostrova Mombasa a kontejnerovým překladištěm v nairobské čtvrti Embakasi.

## Stanice

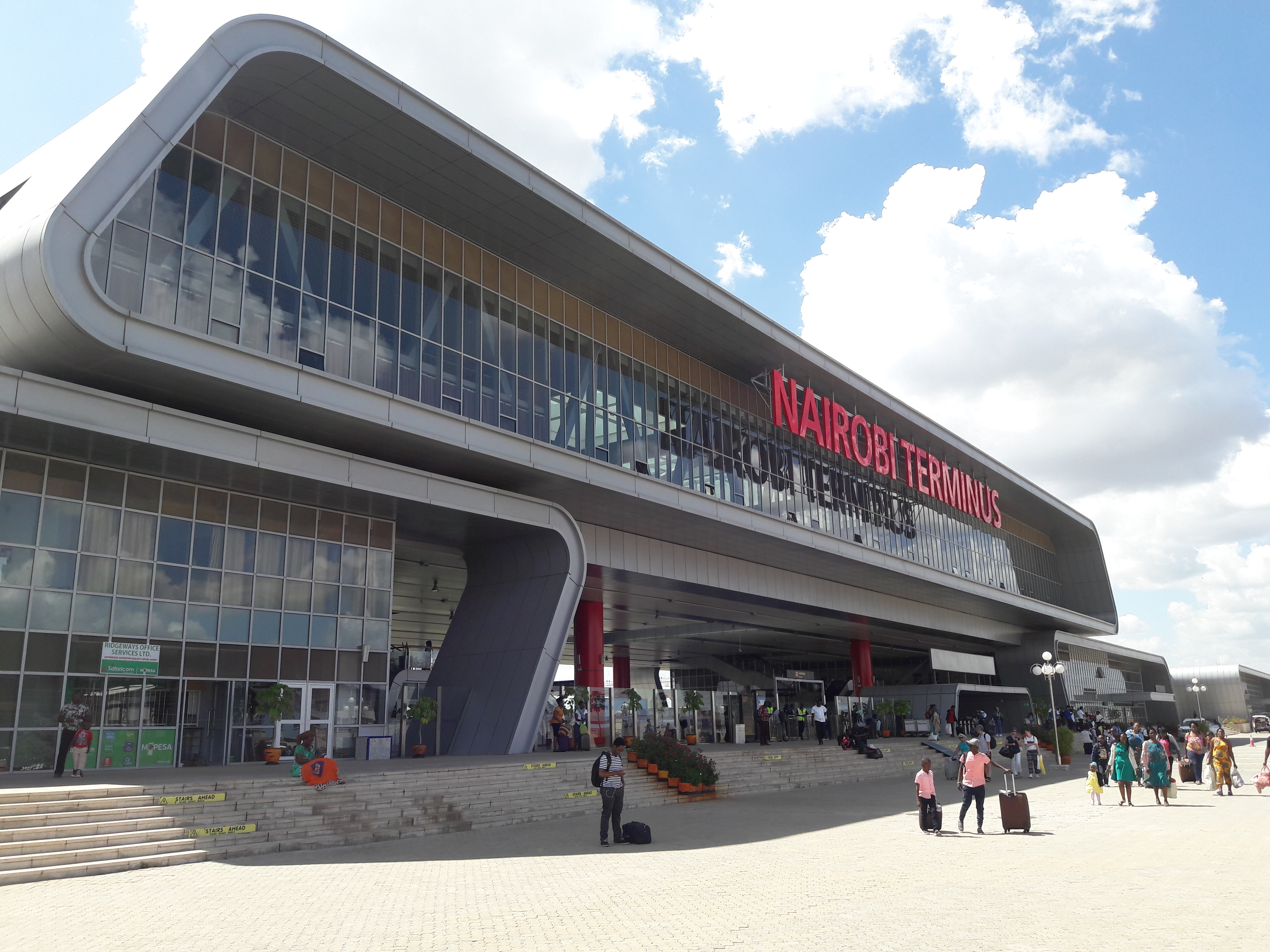
Stanice Nairobi Terminus

Na trati je devět nádraží. Architektura každého z nich je inspirována místními prvky.
| Nádraží          | Architektura |
| ---------------- | --- |
| Mombasa Terminus | Soustředné kruhy a centrální věž představující vlnění oceánu.                                                            |
| Mariakani        | Sloupoví inspirované kokosovými palmami, které jsou v regionu hojné.                                                     |
| Miasenyi         | Bílé a hnědé pruhy inspirované pruhy zebry.                                                                              |
| Voi              | Osoba se zvednutýma rukama ve tvaru písmene V představující ducha Harambee. V je také prvním písmenem názvu stanice Voi. |
| Mtito Andei      | Svažující se střechy představující Kilimandžáro a Chyulu Hills.                                                          |
| Kibwezi          | Na základě tradiční africké architektury, s listy, které stíní cestující před sluncem.                                   |
| Emali            | Uzavřená pěst představující jednotu.                                                                                     |
| Athi River       | Ve tvaru místních kopců.                                                                                                 |
| Nairobi Terminus | Dva vlaky na mostu. |

Cestující mohou na nádraží Nairobi Terminus přestoupit do vlaků směrem do centra města Nairobi, které vedou po staré úzkokolejce, a je také zachován provoz na některých jejích významných odbočkách.
Přestože jsou nádraží v Mombase a Nairobi označena jako terminály, jsou postavena jako průjezdné stanice a původně nesla názvy Mombasa West Station a Nairobi South Station. Po dokončení druhé fáze výstavby trati normálního rozchodu budou vlaky pokračovat stanicí Nairobi k hranici Ugandy. 

## Parametry
Keňa je členem projektu integrace severního koridoru (NCIP), který pro své železnice vybral třídu 1 dle čínského standardu. Přijetí společné normy umožňuje bezproblémovou integraci mezi železnicemi zemí NCIP.
- Rozchod: normální rozchod
- Minimální poloměr oblouku : 1 200 m (800 m ve složitých poměrech)[12]
- Maximální (návrhový) sklon: 12 ‰[12]
- Maximální rychlost (osobní přeprava): 120 km/h
- Maximální rychlost (nákladní přeprava): 80 km/h
- Spřáhlo: Janney AAR
- Brzdy: samočinné tlakové
- Elektrizace: žádná, připravovaná
- Navržená přepravní kapacita: 22 milionů tun ročně[8]
- Průjezdný profil: dostatečný pro kontejnery v dvouvrstevném stohování[12]

## Dějiny

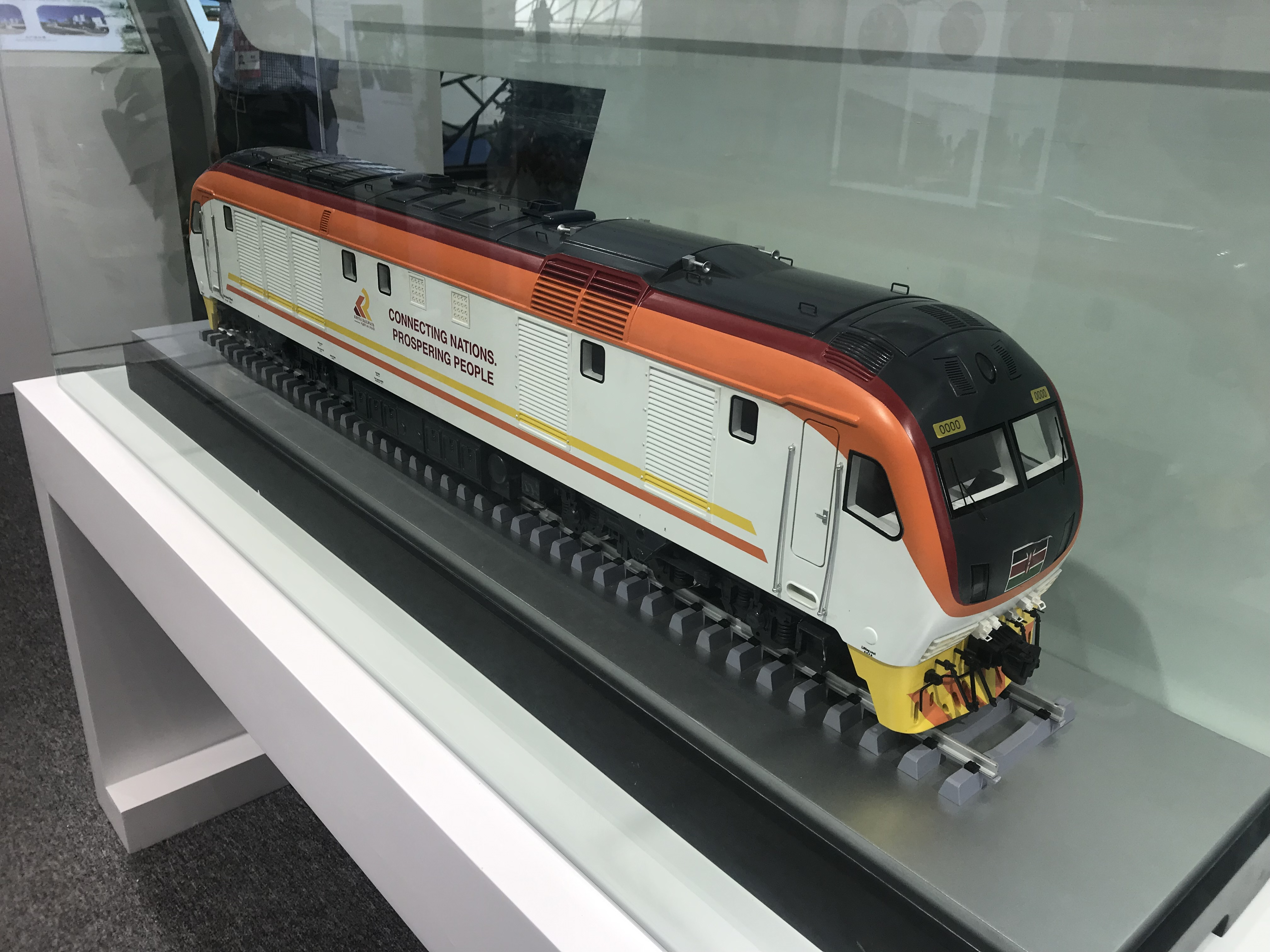
Model lokomotivy DF11 používané na trati

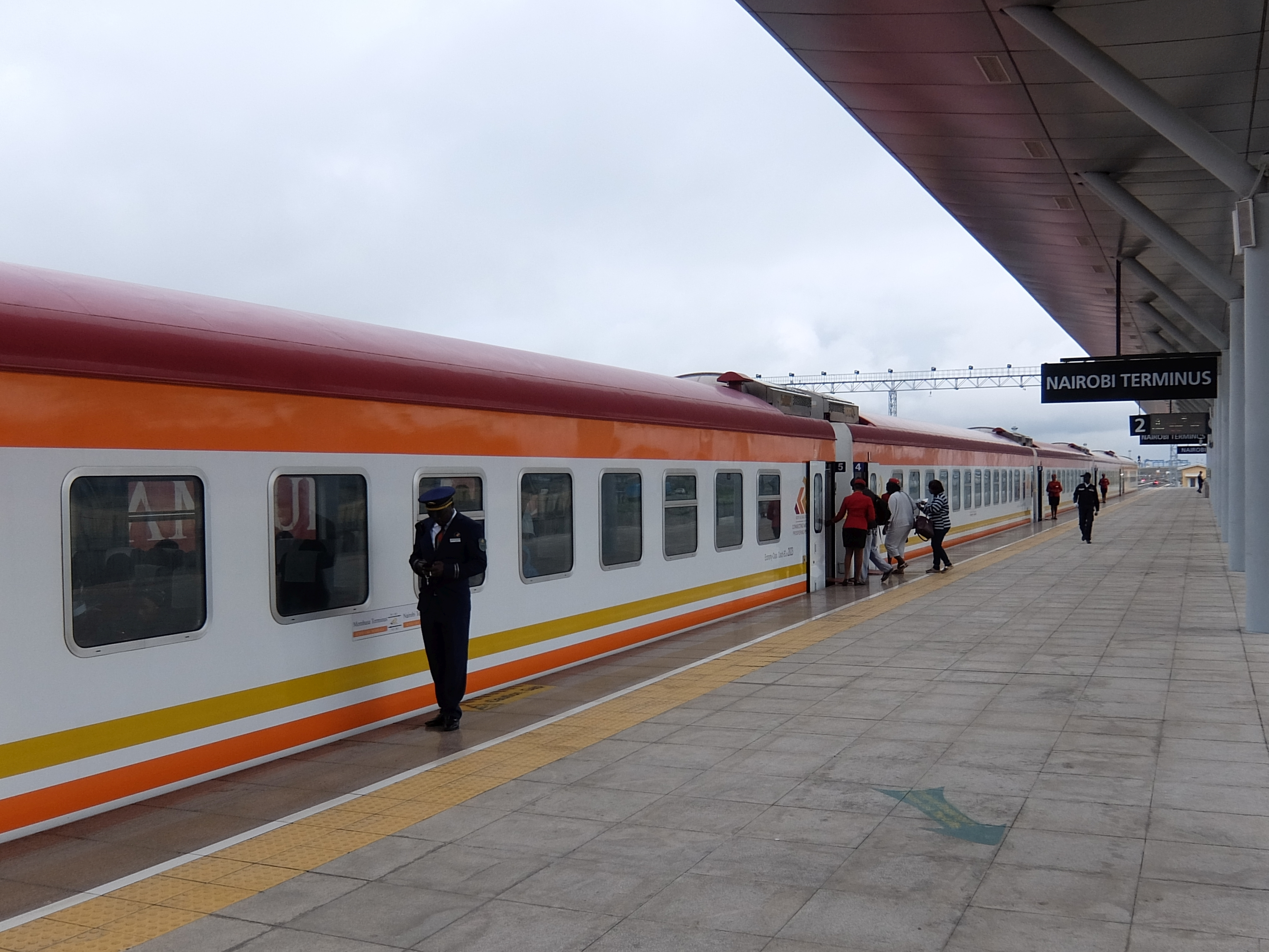
Osobní vozy 25G na nádraží Nairobi Terminus

Výsledky keňské úzkokolejné železnice se v roce 2000 zhoršily z důvodu nedostatečné údržby. Cestovní doba osobních vlaků na úseku z Nairobi do Mombasy dosahovala v roce 2000 24 hodin ve srovnání s 12 hodinami na začátku 90. let. Objem nákladní přepravy z přístavu Mombasa klesla z 4,8 milionu tun ročně v 80. letech na 1,5 milionu tun ročně v roce 2012. V roce 2014 vykázalo konsorcium Rift Valley Railways, provozovatel železnic v Keni a Ugandě, ztrátu 1,5 milionu USD.
Čínská vláda v té době financovala výstavbu železnic v dalších afrických zemích. V roce 2011 podepsala Keňa memorandum o porozumění se společností China Road and Bridge Corporation na vybudování železnice standardního rozchodu mezi Mombasou a Nairobi. Železnice v hodnotě 3,6 miliard USD byla největším infrastrukturním projektem v Keni od nezávislosti. Financování bylo dojednáno v květnu 2014 s čínskou bankou, která poskytla půjčku na 90 % nákladů projektu a zbývajících 10 % pocházelo od keňské vlády. Na stavební práce bylo najato 25 000 Keňanů.
Pokládka kolejí byla dokončena v prosinci 2016. První platící cestující nastoupili na „Madaraka Express“ 1. června 2017, v den 54. výročí zřízení keňské samosprávy, osmnáct měsíců před plánovaným termínem. Komerční nákladová doprava byla zahájena 1. ledna 2018.

## Financování
Náklady na první fázi projektu trati normálního rozchodu z Mombasy do Nairobi byly 90 % financovány čínskou bankou Zhōngguó Jìnchūkǒu Yínháng. Zbývající část nákladů projektu byla financována keňskou vládou. Bankovní financování ve výši 3,23 miliardy USD bylo dojednáno v květnu 2014. Banka poskytla půjčku ve dvou splátkách po 1,63 miliardy USD. Jedna byla poskytnuta jako půjčka na zahraniční pomoc za zvýhodněných podmínek (velmi nízká úroková sazba), zatímco druhá byla poskytnuta s vývozním úvěrováním nižším než byl tržní preferenční úvěr. Přitom keňská vláda stanovila podmínku pro financování, že 40 % celkových projektových nákladů neboli asi 130 miliard keňských šilinků musí být vynaloženo na místní dodávky, včetně písku, cementu, elektrických kabelů, galvanizovaného železa a oceli. Na druhé straně podmínkou financující banky bylo, aby byl předem stanoven pro ni přijatelný provozovatel na počáteční fázi provozu, což keňskou vládu vedlo k odmítnutí plánovaného mezinárodního výběrového řízení a k uzavření smlouvy o provozu se společností CCCC.

## Provoz
Provozování trati je zasmluvněno s China Communications Construction Company (CCCC) na prvních 5 let provozu. Mnoho zaměstnanců pracujících pro tuto společnost jsou Keňané. V červenci 2018 však čínští pracovníci stále zaujímali většinu rozhodujících pozic, včetně dispečerů a strojvedoucích. Úplné předání Keňanům se po roce provozu neuskutečnilo, což vyvolalo v Keni politický spor. V Číně trvá čtyři roky, než může strojvedoucí začít samostatně řídit vlak. Ministerstvo dopravy uvedlo, že místní personál převezme provoz od Číňanů v roce 2027.
Objem osobní dopravy překročil očekávání, protože vlaky přepravily během prvních 17 měsíců provozu 2 miliony cestujících. V listopadu 2018 bylo na trať denně vypravováno 30 nákladních a 4 osobní vlaky. V roce 2018 železnice odbavila 1 665 627 cestujících a 5 039 988 tun nákladu.
V roce 2019 vláda schválila opatření, které vyžaduje, aby byl veškerý náklad proclený v přístavu Mombasa dopravován železnicí, v důsledku toho nejdražším způsobem, což vedlo k protestům přepravců. Podle smlouvy mezi financujíci bankou, Kenya Railways Corporation a Kenya Ports Authority přístavy zaručily přistavit k přepravě 1 milion tun při zahájení provozu s nárůstem na 6 milionů tun do roku 2024.
Vozový park je následující:
| Typ  | Výrobce             | Počet | Poznámky                         | Zdroj  |
| ---- | ------------------- | ----- | -------------------------------- | ------ |
| DF8B | CRRC Qishuyan       | 8     | nákladní lokomotiva              | [ 31 ] |
| DF7G | CRRC Qishuyan       | 2     | nákladní / posunovací lokomotiva | [ 32 ] |
| DF11 | CRRC Qishuyan       | 5     | osobní lokomotiva                | [ 33 ] |
| 25G  | CRRC Nanjing Puzhen | 39    | osobní a podpůrné vozy           | [ 34 ] |
| C70E | CRRC Qiqihar        | 180   | otevřený nákladní vůz            | [ 34 ] |
| NX70 | CRRC Qiqihar        | 150   | kontejnerový vůz                 | [ 34 ] |

## Plány
Východoafrické společenství počítá s tím, že se v rámci rozvoje východoafrických železnic trať napojí na plánovanou síť železnic s normálním rozchodem v Ugandě a dále ve Rwandě, Burundi, Jižním Súdánu a na východě Demokratické republiky Kongo. Prodloužení z Nairobi do Suswy bylo dokončeno v říjnu 2019.